# Пиллс, Жак
Жак Пиллс (фр. Jacques Pills, наст. имя Рене Жак Дюко (фр. René Jacques Ducos); 7 января 1906, Тюль — 12 сентября 1970, Париж) — французский певец, первый представитель Монако на конкурсе «Евровидение».

## Личная жизнь
Родился в городе Тюль. В 30-40 г. начал свою карьеру певца и актёра. В 1939 году зарегистрировал брак с Люсьен Буайе, в котором родилась Жаклин Буайе. Однако, они развелись в 1951 году. Через год также женился на Эдит Пиаф, но через 5 лет снова развелись. В 1959 году представлял Монако на Евровидении-1959, с песней «Mon ami Pierrot» («Мой друг Пьерро»). Песня была низко оценена, получив 1 балл от Австрии, при этом заняв последнее (одиннадцатое) место. Через год его дочь, Жаклин Буайе, победила на конкурсе. Умер 12 сентября 1970 года от инфаркта миокарда.

## Фильмография
- 1932 — A Gentleman of the Ring
- 1933 — Mademoiselle Josette, My Woman
- 1934 — Princesse Czardas
- 1936 — Prends la route
- 1936 — Toi, c'est moi
- 1942 — Pension Jonas
- 1945 — Marie la Misere
- 1945 — Alone in the Night
- 1949 — Une femme par jour
- 1953 — Boum sur Paris